# Годинникова вежа (Битола)
Годинникова вежа (місцева назва мак. Саат Кула) є однією з найважливіших пам'яток міста Битола на південному заході Північної Македонії. Розташована в парку на Майдані Магнолії, на початку головної пішохідної вулиці міста Широк Сокак.
Перша згадка годинникової вежі в Битолі припадає на 1664 рік, хоча нема доказів, що це та сама споруда, а не інша, пізніше зруйнована. Надійні дані є лише з XIX століття, тому за однією з версій її побудували одночасно з сусідньою Церквою святого Димітрія приблизно в 1830 році.
Існує міська легенда, що османська влада для побудови вежі зібрала в мешканців понад 60 тисяч яєць.
Годинник зі стрілками на вежі з'явився не раніше 1924-1927 років. На фотографіях до й під час Першої світової війни в верхній частині вежі були колони та аркові вікна з дзвіночками. Перший циферблат був меншим за той, що існував у кінці XX століття, з чорними на білому тлі стрілками. У 1936 році був установлений новий годинник німецької компанії «Eduard Confage», за проєктом інженера Джозефа Скоберна. Цей механізм був подарований Битолі на знак вдячності за облаштування німецького цвинтаря для загиблих у Першій світовій війні.
У 1940 році на вежі було встановлено дві охоронні башти.
Серед годинникарів та доглядачів вежі були Стеван Філіпові, Наум Чінгара, Никола Стояновський, Тоде Тодоровський.

## Архітектура
Вежа є прямокутною в перерізі, висота кожної з 4 стін - 27,9 м. Товщина стін змінюється від 168 см поблизу основи до 75 см нагорі. 
Усередині розташовані сходи, що піднімаються спірально. 97 сходинок мають ширину 65 см, висота їх 20-25 см. По цих сходах можна піднятися на 22,17 м. Далі є дерев'яна драбина з 8 східцями. 